# ميليسا أوتيرو
ميليسا أوتيرو (بالإنجليزية: Melissa Otero)‏ هي كاتبة أغانٍ ومغنية أمريكية، ولدت في 11 أكتوبر 1980 في إليزابيث في الولايات المتحدة.

## وصلات خارجية
- الموقع الرسمي
- ميليسا أوتيرو على موقع IMDb (الإنجليزية)
- ميليسا أوتيرو على موقع ميوزك برينز (الإنجليزية)